# Petrophile pulchella
Petrophile pulchella är en tvåhjärtbladig växtart som först beskrevs av Schrader & Wendl., och fick sitt nu gällande namn av Robert Brown. Petrophile pulchella ingår i släktet Petrophile och familjen Proteaceae. Inga underarter finns listade i Catalogue of Life.